# Vidyut Jammwal
Vidyut Jammwal (1980- ) est un acteur indien tournant aussi bien dans des films de Bollywood, Kollywood que Tollywood.
Il est remarqué pour son rôle dans Force. Depuis, sa pratique des arts martiaux lui a permis de jouer dans plusieurs films d'action à succès, tels que Oosaravelli, Billa 2, Thuppakki et Commando A One Man Army.

## Jeunesse et vie privée
Vidyut Jammwal (hindi : विद्युत् जामवाल) est né le 10 décembre 1980 à Jammu dans l'État du Jammu-et-Cachemire en Inde dans une famille de pandit cachemiri. Son enfance est attristée par la mort de son père, un ancien membre de l'armée indienne ; sa mère Vimala est une membre fervente d'un ashram et ancienne miss Jammu-et-Cachemire. Le jeune garçon étudie dans un pensionnat, il se passionne pour les arts martiaux dans lesquels il excelle aujourd'hui.
Vidyut Jammwal a une brève liaison avec l'actrice Mona Singh (en).

## Carrière
Vidyut Jammwal débute dans le mannequinat avant d’intégrer l'industrie du film de Bollywood avec le film d'action Force en 2011 dans un rôle négatif face à John Abraham. Lors de l'audition, il est retenu parmi 500 candidats. Ses scènes d'action impressionnent le public et le film est un succès critique et commercial qui lui permet de décrocher le prix du meilleur acteur débutant aux Filmfare Awards 2012 et aux IIFA Awards 2012. Toujours la même année, il intègre l'industrie du film de Tollywood où il joue dans les films Shakti et  surtout Oosaravelli, franc succès commercial.
En 2012, Vidyut Jammwal fait ses débuts à Kollywood dans une réalisation de Chakri Toleti avec Ajith Kumar, Billa 2 qui rencontre un grand succès. Il enchaîne avec le tournage d'un second film tamoul, Thuppakki avec Vijay qui rencontre également les faveurs du public.
En 2013, il incarne Karanvir Singh Dogra, un commando de l'armée indienne capturé par les Chinois dans Commando A One Man Army. C'est le premier succès commercial dans lequel il tient le rôle principal ; les critiques accueillent tièdement le film tout en reconnaissant les prouesses physiques du jeune acteur,.
Puis Vidyut Jamwal tourne dans Bullet Raja où il donne pour la première fois la réplique à Saif Ali Khan. Le film est bien accueilli par la critique qui remarque son interprétation d'un policier qui tente de s'opposer au gangster joué par Saif Ali Khan.
En 2014, il retrouve Kollywood avec Anjaan, film d'action de N. Linguswamy, qui lui permet de tourner pour la première fois avec la star Suriya. Le film est un échec critique et un succès public modéré malgré l'effort fourni par les deux acteur.

## Filmographie
| Année | Film                    | Rôle                 | Réalisateur       | Partenaires                          | Industrie |
| ----- | ----------------------- | -------------------- | ----------------- | ------------------------------------ | --------- |
| 2011  | Force                   | Vishnu               | Nishikanth Kamath | John Abraham, Genelia D'Souza        | Bollywood |
| 2011  | Shakti                  |                      | Meher Ramesh      | Sonu Sood                            | Tollywood |
| 2011  | Oosaravelli             | Irfan                | Surender Reddy    | N. T. Rama Rao Jr., Tamannaah Bhatia | Tollywood |
| 2012  | Billa 2                 | Dimitri              | Chakri Toleti     | Ajith Kumar, Sudhanshu Pandey        | Kollywood |
| 2012  | Thuppakki               | Chef de gang         | A. R. Murugadoss  | Vijay, Kajal Agarwal                 | Kollywood |
| 2013  | Commando A One Man Army | Karanvir Singh Dogra | Dilip Ghosh       | Pooja Chopra, Jaideep Ahlawat        | Bollywood |
| 2013  | Bullet Raja             | Arun Singh Munna     | Tigmanshu Dhulia  | Saif Ali Khan, Sonakshi Sinha        | Bollywood |
| 2014  | Anjaan                  | Chandru              | N. Lingusamy      | Suriya, Manoj Bajpai                 | Kollywood |

## Récompenses
- Filmfare Awards
  - 2012 : Meilleur espoir masculin pour Force (film, 2011)
- IIFA Awards 2012
  - 2012 : Meilleur espoir masculin pour Force (film, 2011)
- SIIMA Award
  - 2013 : Meilleur acteur dans un rôle négatif Thuppakki

## Box-Office
| Film                    | Année | Recettes en roupies | Classement | Rentabilité              |
| Force                   | 2011  | 250 880 000         |            | Succès                   |
| Shakti                  | 2011  | 190 000 000         |            | Flop                     |
| Oosaravelli             | 2011  | 564 601 000         |            | Succès                   |
| Billa 2                 | 2012  | 1 890 900 000       |            | Blockbuster              |
| Thuppakki               | 2012  | 1 800 000 000       |            | Blockbuster              |
| Commando A One Man Army | 2013  | 210 215 000         |            | Succès                   |
| Anjaan                  | 2014  | 400 000 000         |            | En dessous de la moyenne |